# Cine de Ucrania

Imagen ilustrativa de una claqueta con la bandera de Ucrania.

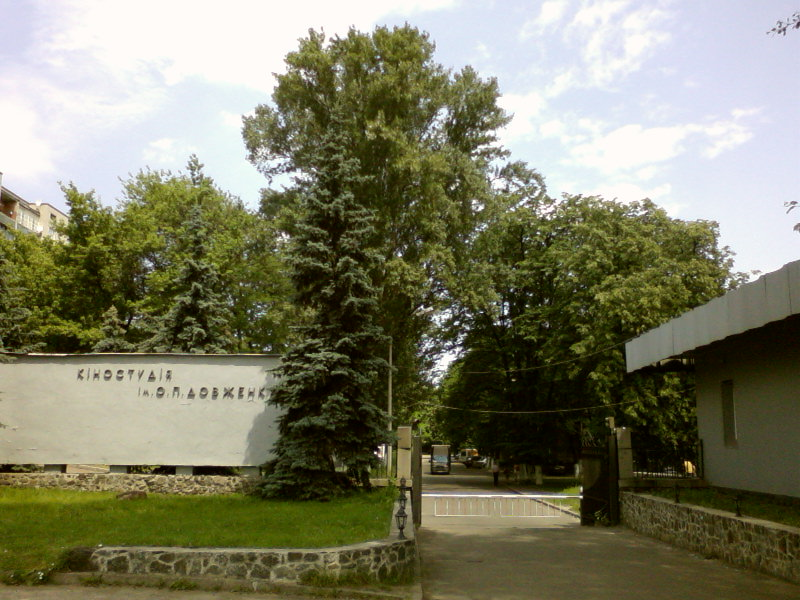
Entrada central de los Estudios Cinematográficos Dovzhenko.

El Cine de Ucrania ha tenido una gran influencia en la historia del cine. Entre los directores ucranianos más destacados se encuentran Aleksandr Dovzhenko, Dziga Vértov y Serguéi Paradzhánov. Dovzhenko es citado a menudo como uno de los primeros cineastas soviéticos más importantes, además de ser un pionero de la teoría del montaje soviético y de fundar los Estudios Cinematográficos Dovzhenko. En 1927, Dziga Vertov se trasladó de Moscú a Ucrania. En el estudio cinematográfico VUFKU realizó varios documentales de vanguardia, entre ellos El undécimo año, El hombre de la cámara y el primer documental ucraniano sonoro Entusiasmo (Sinfonía del Donbass). Paradzhanov fue un director de cine y artista armenio que hizo importantes contribuciones al cine ucraniano, armenio y georgiano; inventó su propio estilo cinematográfico, el cine poético ucraniano, que estaba totalmente alejado de los principios rectores del realismo socialista.
A pesar de una historia de producciones importantes y exitosas, la industria se ha caracterizado a menudo por un debate sobre su identidad y el nivel de influencia rusa y europea. Los productores ucranianos participan activamente en co-producciones internacionales, mientras que los actores, directores y equipo ucranianos aparecen regularmente en películas rusas (y anteriormente soviéticas). Algunas películas de éxito se han basado en personas, historias o acontecimientos ucranianos, como El acorazado Potemkin, El hombre de la cámara y Everything Is Illuminated.
La Agencia Estatal de Cine de Ucrania es propietaria del Centro Nacional de Cine Oleksandr Dovzhenko, un laboratorio de copiado y archivo de películas, y participa en la organización del Festival Internacional de Cine de Odessa. Otro festival, el Molodist de Kiev, es el único festival internacional de cine acreditado por la FIAPF que se celebra en Ucrania; el programa de competición tiene secciones para películas de estudiantes, primeros cortometrajes y primeros largometrajes de todo el mundo. Se celebra todos los años en octubre.